# 내슈빌 국제공항

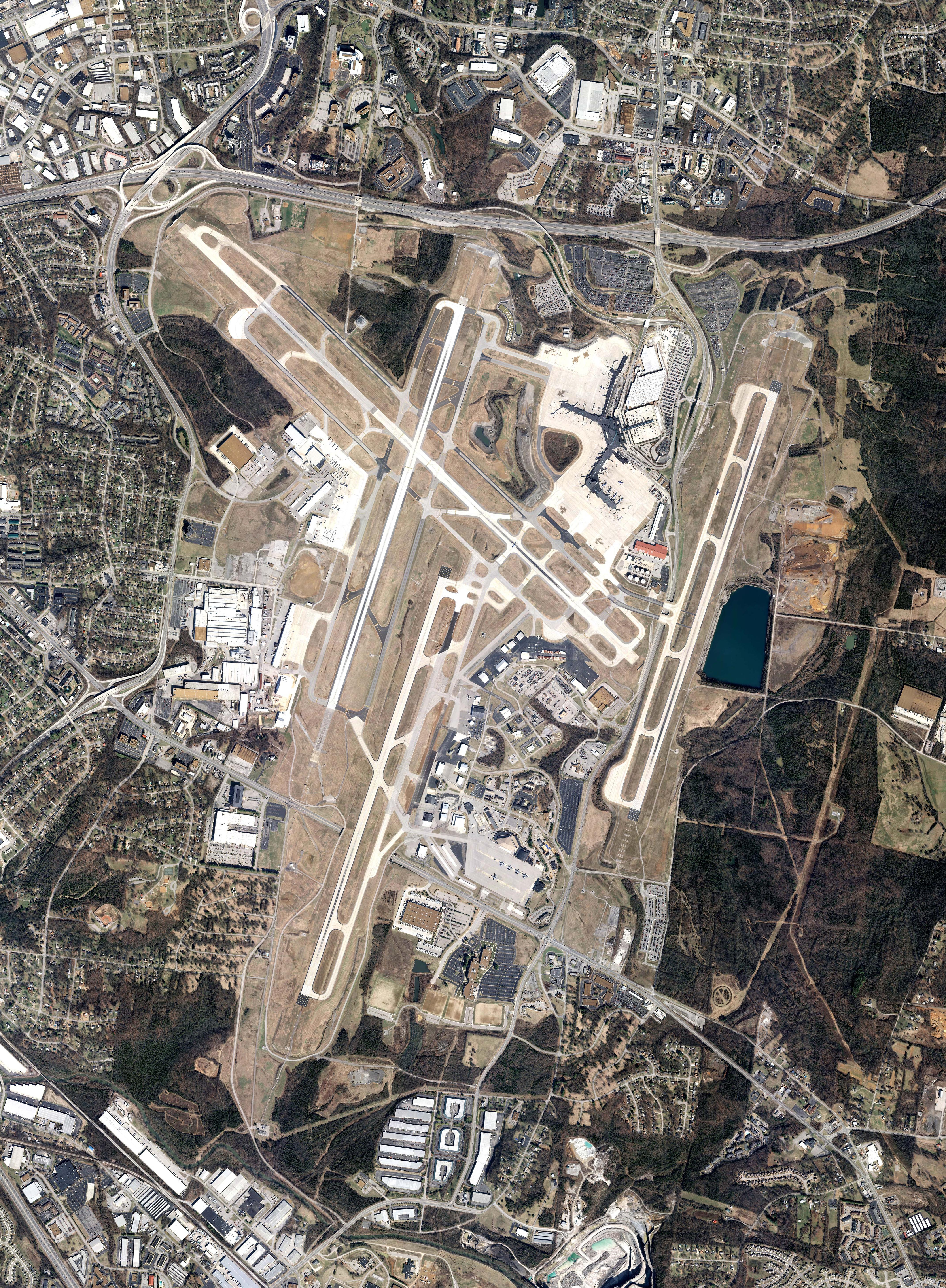

내슈빌 국제공항(Nashville International Airport, IATA: BNA, ICAO: KBNA, FAA LID: BNA)은 미국 테네시주 내슈빌의 남동부에 위치한 공공/군용 공항이다. 1937년에 설립된 이 공항의 원래 이름은 베리 필드(Berry Field)였으며 현재 국제 민간 항공 기구(ICAO)와 국제 항공 운송 협회(IATA) 식별자의 기원이 된다. 현재의 터미널은 1987년에 건설되었으며 공항이 현재의 이름을 지니게 된 것은 1988년이다. 내슈빌 국제공항은 4개의 활주로가 있으며 3,900에이커(1,600헥타르)의 면적을 차지한다.

## 통계

### 최상위 도착지
1. 하츠필드 잭슨 애틀랜타 국제공항: 461,000
2. 덴버 국제공항: 375,000
3. 댈러스 포트워스 국제공항: 352,000
4. 오헤어 국제공항: 343,000
5. 올랜도 국제공항: 325,000
6. 샬럿 더글러스 국제공항: 302,000
7. 로스앤젤레스 국제공항: 296,000
8. 라과디아 공항: 281,000
9. 피닉스 스카이 하버 국제공항: 231,000
10. 디트로이트 메트로폴리탄 웨인 카운티 공항: 217.000